# Nos vemos en el camino
Nos vemos en el camino är det andra studioalbumet av den spanska musikgruppen El Sueño de Morfeo. Det gavs ut den 17 april 2007 och innehåller 14 låtar.

## Låtlista
| Nr  | Titel                  | Längd |
| --- | ---------------------- | ----- |
| 1.  | Nos Vemos en el Camino | 3:29  |
| 2.  | Nada es Suficiente     | 3:32  |
| 3.  | Un Tunel Entre Tu y Yo | 3:23  |
| 4.  | Para Toda la Vida      | 4:01  |
| 5.  | Chocar                 | 4:21  |
| 6.  | Demasiado Tarde        | 3:25  |
| 7.  | En un Rincon           | 3:34  |
| 8.  | Ciudades Perdidas      | 3:45  |
| 9.  | Enterate Ya            | 3:24  |
| 10. | No Me Dejes            | 3:54  |
| 11. | Dentro de Ti           | 2:44  |
| 12. | Mi Columna de Opinion  | 3:27  |
| 13. | Capitulo II            | 1:56  |
| 14. | Planeta Particular     | 3:08  |

## Listplaceringar
| Lista   | Topplacering |
| ------- | ------------ |
| Spanien | 2            |